# 车岗站
车岗站位于广东省云浮市新兴县车岗镇，是广茂铁路线上的一座四等站，于1991年投入使用。离广州站142公里，距茂名西站217公里，隶属广州铁路集团三茂铁路股份有限公司管辖。客运可办理旅客乘降及行李、包裹托运；货运可办理整车货物到发。